# Leucilla
Genre
Synonymes
- Leuculmis Haeckel, 1872
- Lipostomella Haeckel, 1870
- Polejna Lendenfeld, 1891
- Rhabdodermella Urban, 1902[1]

Leucilla est un genre d'éponges de la famille Amphoriscidae. Les espèces de ce genre sont marines. L'espèce type est Leucilla amphora.

## Liste d'espèces
Selon World Register of Marine Species (22 février 2017) :
- Leucilla amphora Haeckel, 1872
- Leucilla australiensis (Carter, 1886)
- Leucilla capsula (Haeckel, 1870)
- Leucilla echina (Haeckel, 1870)
- Leucilla endoumensis Borojevic & Boury-Esnault, 1986
- Leucilla hirsuta Tanita, 1942
- Leucilla leuconides (Bidder, 1891)
- Leucilla minuta Tanita, 1941
- Leucilla nuttingi (Urban, 1902)
- Leucilla oblata Row & Hozawa, 1931
- Leucilla sacculata (Carter, 1890)
- Leucilla schauinslandi (Preiwisch, 1904)
- Leucilla uter Poléjaeff, 1883